# Mont Tianzhu
Le mont Tianzhu (chinois : 天柱山 ; pinyin : tiān zhù shān) est une montagne située dans la province chinoise de l'Anhui. Il comprend 45 pics, et culmine à une altitude de 1 760 m.
L'un des sites les plus célèbres du mont est la vallée des Mystères (神秘谷), labyrinthe formé de nombreuses vallées et grottes reliées les unes aux autres, dans laquelle il ne faut pas s'aventurer sans guide, au risque de se perdre.

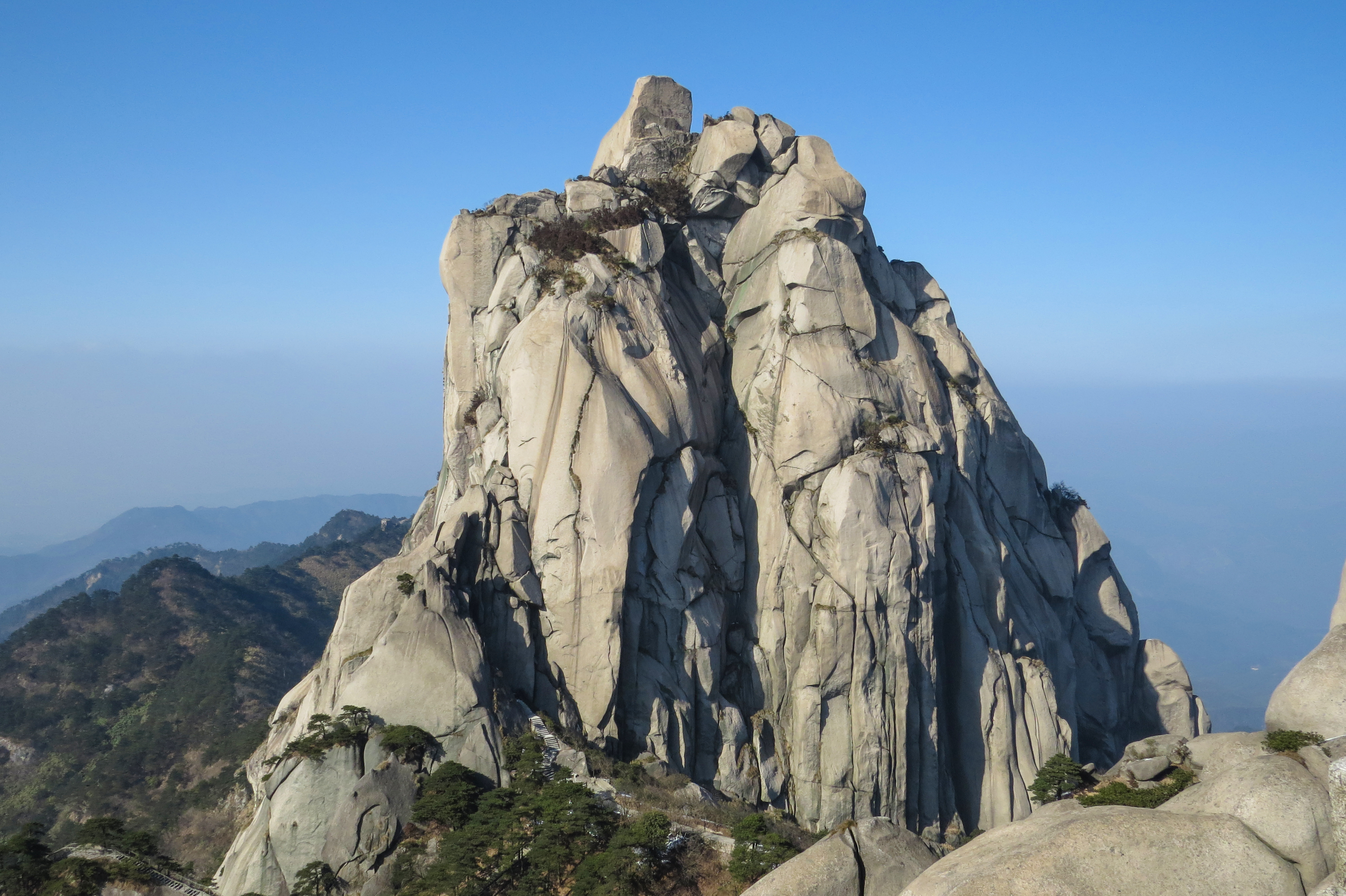
Vue du pic Tianzhu, à 1489 m d'altitude.

## Autre noms
- Aujourd'hui :
  - mont Qian (chinois simplifié : 潜山 ; chinois traditionnel : 潛山 ; pinyin : qián shān) ;
  - mont Wan (chinois : 皖山 ; pinyin : wǎn shān) ; qui a donné son abréviation Wan à la province de l'Anhui.
- Antiquité :
  - mont Huo (chinois : 霍山 ; pinyin : huò shān) ;
  - mont Heng (chinois : 衡山 ; pinyin : héng shān), lorsque le mont Tianzhu était encore le « Mont du Sud » des cinq montagnes sacrées.

## Parc national du mont Tianzhu
Le parc paysager du mont Tianzhu (天柱山风景名胜区) a été proclamé parc national le 8 novembre 1982.